# جاي إيك
جاي إيك (بالإنجليزية: Jay Eck)‏ هو مدرب كرة سلة أمريكي، ولد في 24 ديسمبر 1950 في ماديسون في الولايات المتحدة.